# Скалбмјеж
Скалбмјеж (пољ. Skalbmierz) је град у Пољској у Војводству Светокришком у Повјату kazimierski. Према попису становништва из 2011. у граду је живело 1.361 становника.

## Становништво
Према прелиминарним подацима са пописа, у граду је 2011. живело 1.361 становника.
| 2002. | 2011. | 2012. |
| ----- | ----- | ----- |
| 1.348 | 1.361 | 1.340 |